# Женжен
Женжен (фр. Gingins) — громада  в Швейцарії в кантоні Во, округ Ньйон.

## Географія
Громада розташована на відстані близько 115 км на південний захід від Берна, 38 км на захід від Лозанни.
Женжен має площу 12,6 км², з яких на 6,3% дозволяється будівництво (житлове та будівництво доріг), 34,3% використовуються в сільськогосподарських цілях, 58,7% зайнято лісами, 0,7% не є продуктивними (річки, льодовики або гори).

## Демографія
2019 року в громаді мешкало 1237 осіб (+8,4% порівняно з 2010 роком), іноземців було 26,2%. Густота населення становила 98 осіб/км².
За віковим діапазоном населення розподілялося таким чином: 23,2% — особи молодші 20 років, 57,8% — особи у віці 20—64 років, 19% — особи у віці 65 років та старші. Було 506 помешкань (у середньому 2,4 особи в помешканні).
Із загальної кількості 333 працюючих 35 було зайнятих в первинному секторі, 150 — в обробній промисловості, 148 — в галузі послуг.